# Lavinia Veiongo
Lavinia Veiongo (9 febbraio 1879 – Nukuʻalofa, 24 aprile 1902) è stata regina consorte delle Tonga dal 1899 al 1902, come prima moglie di George Tupou II.

## Biografia
Lavinia Veiongo nacque il 9 febbraio 1879. Suo padre era Asipeli Kupuavanua Fotu, ministro della polizia, mentre sua madre era Tōkanga Fuifuilupe. Era un'omonima di sua nonna paterna, la Vecchia Lavinia, che era la figlia dell'ultima Tuufai Tonga Laufilitonga e considerata una delle donne di più alto rango a Tonga.
Re George Tupou II avrebbe dovuto sposare la principessa 'Ofakivava'u, della linea Tu'i Kanokupolu. Tuttavia, il re cambiò idea all'ultimo minuto e scelse invece Lavinia. Chiese al Consiglio dei capi di scegliere tra le due donne, ma quando la maggioranza espresse il suo sostegno per Ofa, il sovrano minacciò di rimanere scapolo a meno che non gli fosse permesso di sposare Lavinia. I capi acconsentirono e acconsentirono alla celebrazione delle nozze. Il matrimonio reale ebbe luogo il 1º giugno 1899 e vide la presenza di ospiti tongani ed europei. Durante la cerimonia il re pose una corona d'oro sulla testa di Lavinia e la proclamò regina di Tonga. Nonostante questo, la relazione tra il re e il resto del paese rimase tesa a causa del rifiuto di sposare Ofa. Le fazioni si scontrarono nelle strade della capitale, attaccandosi a vicenda con asce, mazze e bottiglie rotte.
Nel 1900, Lavinia diede alla luce la loro unica figlia, la principessa Sālote Mafile'o Pilolevu, che sarebbe succeduta al padre come regina. Nonostante le lotte intestine tra i rispettivi sostenitori, Lavinia e la principessa 'Ofa divennero amiche intime. La principessa 'Ofa morì di tubercolosi nel dicembre del 1901. Lavinia visitò la sua amica malata, partecipò alle esequie e successivamente contrasse la malattia. Morì nel Palazzo reale di Tonga a Nukuʻalofa il 24 aprile 1902 all'età di 23 anni. Dopo la camera ardente e il funerale reale, le sue spoglie furono sepolte nel cimitero reale di Mala'ekula a Nukuʻalofa. Il re George Tupou II pianse molto per la morte della moglie e in suo onore fece erigere un monumento di marmo sulla sua tomba.